# Pasmo Zgórskie
Pasmo Zgórskie (lub Zgórskie Góry) – pasmo Gór Świętokrzyskich położone na południowy zachód od Kielc. Rozciąga się od okolic miejscowości Rykoszyn na zachodzie, po przełom Bobrzy w Słowiku, przedmieściu Kielc, na wschodzie. Przełom tej rzeki oddziela je od Pasma Posłowickiego.
Przez pasmo przechodzi  czerwony szlak turystyczny z Chęcin do Kielc oraz  niebieski szlak turystyczny z Chęcin do Łagowa. Pasmo Zgórskie jest punktem początkowym  czarnego szlaku turystycznego prowadzącego do Piekoszowa.

## Główne szczyty
- Patrol – 388 m n.p.m.
- Pruskowa – 383 m n.p.m.
- Zielona – 379 m n.p.m.
- Trupień – 365 m n.p.m.
- Belnia – 362 m n.p.m.
- Plebańska – 342 m n.p.m.
- Ciastowa – 329 m n.p.m.
- Skwarnia – 316 m n.p.m.